# Nazionale femminile di calcio della Corea del Nord
La nazionale di calcio femminile della Corea del Nord è la rappresentativa calcistica femminile internazionale della Corea del Nord, gestita dalla locale federazione calcistica (KFA).
In base alla classifica emessa dalla FIFA il 16 agosto 2024, la nazionale femminile occupa il 9º posto del FIFA/Coca-Cola Women's World Ranking.
Come membro dell'AFC partecipa a vari tornei di calcio internazionali, come alla Coppa d'Asia, ai Giochi olimpici estivi e ai tornei ad invito come l'Algarve Cup o la Cyprus Cup.

## Storia

### Olimpiadi 2020
Nel 2019 la federazione nordcoreana ha annunciato il ritiro della nazionale femminile dalle fasi finali del torneo di qualificazione alle Olimpiadi di Tokyo del 2020, organizzato dalla Asian Football Confederation (AFC) dal 3 al 9 febbraio in Corea del Sud e Cina. La Corea del Nord avrebbe dovuto giocare nel gruppo A assieme a Corea del Sud, Vietnam e Birmania. Il ritiro è da ricondurre all'irrigidimento dei rapporti politici con la Corea del Sud.

## Partecipazione ai tornei internazionali
Legenda: Grassetto: Risultato migliore, Corsivo: Mancate partecipazioni

## Tutte le rose

### Mondiali
Coppa del Mondo FIFA 19991 Ri J.H., 2 Yun I.S., 3 Jo S.O., 4 Kim Su.Hu., 5 Kim Su.Hy., 6 Sol Y.S., 7 Ri H.O., 8 Kim S.R., 9 Ri K.A., 10 Kim K.S., 11 Jo J.R., 12 Kim H.R., 13 Ri A.G:, 14 Pak J.A., 15 Jin P.H., 16 Ri K.S., 17 Yang K.H., 18 Kye Y.S., 19 Jang O.G., 20 Kim U.O., CT: Chan T.
Coppa del Mondo FIFA 20031 Ri J.H., 2 Yun I.S., 3 Kim H.S., 5 Sin K.O., 6 Ra M.A., 7 Ri K.S., 8 Pak K.C., 9 Ho S.H., 10 Jin P.H., 11 Yun Y.H., 12 Jang O.G., 13 Song J.S., 14 O K.R., 15 Ri U.G., 16 Pak K.S., 17 Jon H.Y., 18 Chon K.H., 19 Ri H.O., 20 Ri U.J., CT: Ri S.G.
Coppa del Mondo FIFA 20071 Phi U.H., 2 Kim K.H., 3 Om J.R., 4 Yun S.M., 5 Song J.S., 6 Kim O.S., 7 Ho S.H., 8 Kil S.H., 9 Ri U.S., 10 Ri K.S., 11 Ho U.B., 12 Ri U.G., 14 Jang Y.O., 15 Sonu K.S., 16 Kong H.O., 17 Kim Y.A., 18 Yun H.H., 19 Jong P.S., 20 Hong M.G., 21 Jon M.H., CT: Kim K.M.
Coppa del Mondo FIFA 20111 Hong M.H., 2 Jon H.Y., 3 Ho U.B., 4 Kim M.G., 5 Song J.S., 6 Paek S.H., 7 Yun H.H., 8 Kim S.G., 9 Ra U.S., 10 Jo Y.M., 11 Ri Y.G., 12 Jon M.H., 13 Kim U.J., 14 Kim C.S., 15 Yu J.H., 16 Jong P.S., 17 Ri U.H., 18 Ri J.S., 19 Choe M.G., 20 Kwon S.H., 21 Kim C.O., CT: Kim K.M.

### Olimpiadi
Calcio ai Giochi Olimpici Estivi 20081 Jon M.H., 2 Kim K.H., 3 Om J.R., 4 Jang Y.O., 5 Song J.S., 6 Kim O.S., 7 Ho S.H., 8 Kil S.H., 9 Ri U.S., 10 Ri K.S., 11 Ri U.G., 12 Ri U.H., 13 Yu J.H., 14 Jang I.O., 15 Sonu K.S., 16 Kong H.O., 17 Kim Y.A., 18 Han H.Y., CT: Kim K.M.
Calcio ai Giochi Olimpici Estivi 20121 Jo Y.M., 2 Kim N.H., 3 Kim M.G., 4 Ro C.O., 5 Yun S.M., 6 Choe U.J., 7 Ri Y.G., 8 Jon M.H., 9 Choe M.G., 10 Yun H.H., 11 Kim C.S., 12 Kim U.H., 13 O H.S., 14 Pong S.H., 15 Ri N.S., 16 Kim S.H., 18 O C.R., 20 Choe Y.S., 21 Kim S.G., CT: Sin U.G.

### Coppa d'Asia
Coppa d'Asia femminile 2018P Choe K.I., P Kim M.S., P Paek Y.H., D Pak H.G., D Son O.J., D Kim N.H., D Kim U.H., C Ju H.S., C Ri H.S., C Rim S.O., C Yu J.I., C Ri U.Y., C Kim Y.M., C Kim P.H., A Sung H.S., A Jang H.S., A Kim U.H., A Ri H.Y., A Ri K.H., A Wi J.S., CT: Kim K.M.

## Organico

### Rosa 2019
Lista delle 25 giocatrici convocate da Kim Kwang-min per la Cyprus Cup 2019, dal 27 febbraio al 6 marzo.
| 1  | P | Kim Myong-sun  | 6 marzo 1997 (21 anni)      |  |  | ??? |  |  |
| 18 | P | Rim Yong-hwa   | 20 gennaio 1996 (23 anni)   |  |  | ??? |  |  |
| 29 | P | Kim Yong-sun   | 2 marzo 1998 (20 anni)      |  |  | ??? |  |  |
|    |   |                |                             |  |  |     |  |  |
| 3  | D | Pak Sin-jong   | 27 luglio 1997 (21 anni)    |  |  | ??? |  |  |
| 3  | D | Pak Hye-gyong  | 7 novembre 2001 (17 anni)   |  |  | ??? |  |  |
| 15 | D | Kim Nam-hui    | 4 marzo 1994 (24 anni)      |  |  | ??? |  |  |
| 16 | D | Ri Pom-hyang   | 15 marzo 1998 (20 anni)     |  |  | ??? |  |  |
| 17 | D | Ryang Ryong-mi | 20 giugno 1998 (20 anni)    |  |  | ??? |  |  |
|    |   |                |                             |  |  |     |  |  |
| 2  | C | Ri Un-yong     | 1º settembre 1996 (22 anni) |  |  | ??? |  |  |
| 6  | C | Ju Hyo-sim     | 21 giugno 1998 (20 anni)    |  |  | ??? |  |  |
| 8  | C | Yu Jong-im     | 6 dicembre 1993 (25 anni)   |  |  | ??? |  |  |
| 9  | C | Pak Kyong-mi   | 8 aprile 1993 (25 anni)     |  |  | ??? |  |  |
| 12 | C | Kim Yun-mi     | 1º luglio 1993 (25 anni)    |  |  | ??? |  |  |
| 11 | C | Kim Phyong-hwa | 28 novembre 1996 (22 anni)  |  |  | ??? |  |  |
| 14 | C | Ri Hyang-sim   | 23 marzo 1996 (22 anni)     |  |  | ??? |  |  |
| 19 | C | Jon Yun-so     |                             |  |  | ??? |  |  |
| 24 | C | Jon Gyong-un   |                             |  |  | ??? |  |  |
|    |   |                |                             |  |  |     |  |  |
| 5  | A | Wi Jong-sim    | 13 ottobre 1997 (21 anni)   |  |  | ??? |  |  |
| 10 | A | Ri Hae-yon     | 10 gennaio 1999 (20 anni)   |  |  | ??? |  |  |